# Kaceanivka, Hmilnîk
Kaceanivka (în ucraineană Качанівка) este localitatea de reședință a comunei Kaceanivka din raionul Hmilnîk, regiunea Vinnița, Ucraina.

## Demografie
Componența lingvistică a localității Kaceanivka
     Ucraineană (99,25%)
     Alte limbi (0,3%)
Conform recensământului din 2001, majoritatea populației localității Kaceanivka era vorbitoare de ucraineană (99,25%), existând în minoritate și vorbitori de alte limbi.